# Thomas Andrews (vědec)
Thomas Andrews (19. prosince 1813 Belfast – 26. listopadu 1885 Belfast) byl irský chemik a fyzik, který se významně zasloužil o výzkum fázových přechodů mezi plynným a kapalným skupenstvím. Dlouhá léta působil jako profesor chemie na Queen's University Belfast.

## Život
Andrews se narodil v Belfastu v Irsku. Jeho otec byl obchodník s lnem. Navštěvoval Belfast Academy a Royal Belfast Academical Institution, kde studoval matematiku u Jamese Thomsona. Roku 1828 odešel na Glasgowskou univerzitu, kde studoval chemii u profesora Thomase Thomsona, poté pokračoval ve studiu na Trinity College v Dublinu. Roku 1835 získal titul doktora medicíny na Edinburské univerzitě.
Téhož roku začal vykonávat lékařskou praxi v rodném Belfastu a současně vyučoval chemii v Academical Institution. Roku 1845 byl jmenován místopředsedou nově založené Queen's University Belfast a profesorem chemie. Obě tyto funkce vykonával až do svého odchodu do důchodu v roce 1879 ve věku 66 let.
Roku 1842 se oženil s Jane Hardie Walkerovou (1818–1899). Měli šest dětí, mezi nimi i geoložku Mary Andrewsovou. Zemřel roku 1885 a byl pohřben na městském hřbitově v Belfastu.

## Dílo
Andrews se poprvé proslavil výzkumem tepla uvolňovaného při chemických reakcích, za který získal roku 1844 Královskou medaili. Společně s Peterem Guthrie Taitem se věnoval také výzkumu ozonu.

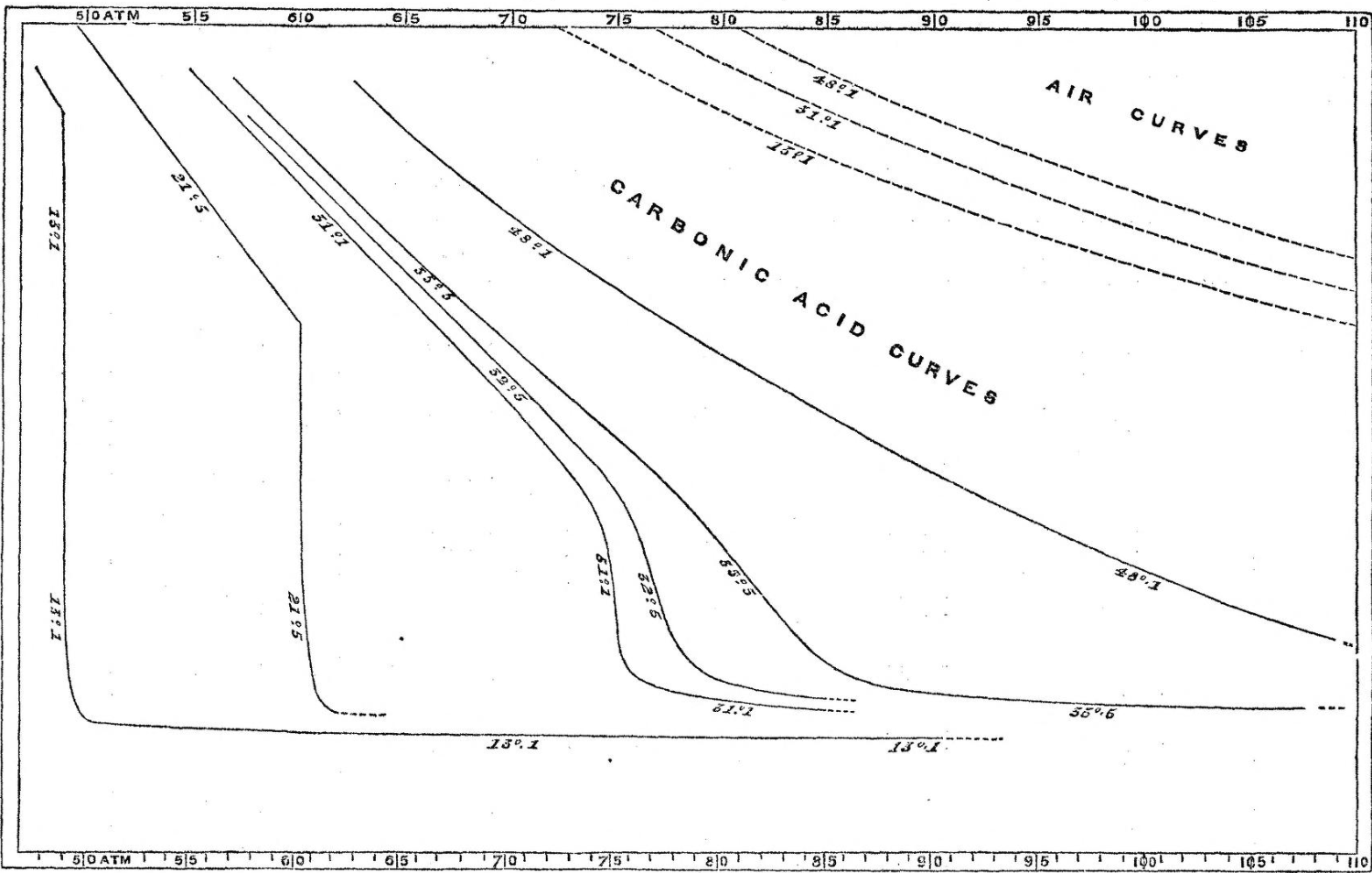
pV diagram oxidu uhličitého. Andrews odhadl kritický bod oxidu uhličitého na přibližně 30,92 °C. (Současná hodnota je 30,98 °C.)

Největšího uznání se mu však dostalo za výzkum zkapalnění plynů. V 60. letech 19. století podrobně zkoumal stavové zákony popisující vztahy mezi tlakem, teplotou a objemem u oxidu uhličitého. Zavedl pojmy kritická teplota a kritický tlak, a ukázal, že látka může přejít z plynného do kapalného stavu bez náhlé změny vlastností.
Ve svých experimentech ukázal, že oxid uhličitý může přecházet mezi skupenstvími bez ztráty homogenity. Jeho výsledky ovlivnily i Willarda Gibbse, který je využil při formulaci rovnice Gibbsovy volné energie. Andrewsovy práce také inspirovaly snahy o zkapalnění dalších plynů. V letech 1877–1878 jako první úspěšně zkapalnil kyslík Louis Paul Cailletet.